# الإبادة الجماعية في التاريخ (بعد الحرب العالمية الثانية)

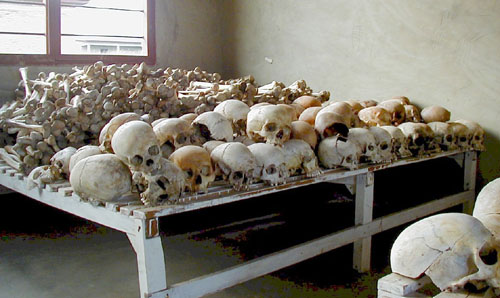
جماجم لضحايا الإبادة الجماعية في رواندا

تعني الإبادة الجماعية القتل المتعمد والمنهجي، بصورة كلية أو جزئية، بحق مجموعة إثنية، أو عرقية، أو دينية، أو قومية. صاغ رافائيل ليمكين المصطلحَ في العام 1944. ويرد تعريف المصطلح في المادة الثانية من اتفاقية منع ومعاقبة جريمة الإبادة الجماعية للعام 1948 على أنه يُشير إلى «أي من الأفعال المذكورة أدناه والمرتكَبة بقصد القضاء الكلي أو الجزئي على جماعة قومية، أو إثنية، أو عرقية، أو دينية: قتل أفراد تلك المجموعة؛ أو تسبيب أذىً جسدي أو نفسي خطير بأفراد المجموعة؛ أو تعمّد تعريض الجماعات لظروف معيشية قاسية بقصد إهلاكهم المادي كليًا أو جزئيًا؛ أو فرض إجراءات تهدف إلى منع الإنجاب ضمن المجموعة؛ [و] النقل القسري لأطفال المجموعة إلى مجموعة أخرى».
تنص مقدمة اتفاقية منع ومعاقبة جريمة الإبادة الجماعية على أن «الإبادة الجماعية هي جريمة بموجب القانون الدولي، وتتعارض مع روح وأهداف الأمم المتحدة، وتلقى شجبَ العالم المتحضر»، وأنه «على مرّ جميع عصور التاريخ، سبّبت الإبادة الجماعية خسائر جسيمة لحقت بالبشرية جمعاء».

## تعريفات بديلة
يحتدم النقاش بخصوص ما يمكن اعتباره إبادة جماعية من الناحية القانونية. والتعريف المقبول للآن هو، أي نزاع أقرّت المحكمة الجنائية الدولية بكونه إبادة جماعية. يرى حسن كاكار أن التعريف يجب أن يضم الجماعات السياسية أو أي مجموعة يتعامل معها الجاني على هذا النحو. كما يميل كاكار إلى تعريف تشوك ويوناسون: «الإبادة الجماعية هي شكل من أشكال القتل الجماعي الذي يحدث من طرف واحد، تهدف من خلاله دولة ما أو سلطة ما تدميرَ جماعة معينة يراها الجاني كلًّا واحدًا». تأثر تعريف اتفاقية منع ومعاقبة جريمة الإبادة الجماعية للعام 1948 بجوزيف ستالين الذي يستثني الجماعات السياسية.
في هذا المقال، يرِد ذكر الفظائع التي صنّفتها بعض المصادر الموثوقة بأنها إبادة جماعية، سواء لقي ذلك التصنيف تأييد الدراسات السائدة أم لا. قد تشمل الأفعال الواردة هنا عمليات قتل جماعي، وترحيل جماعي، والإبادة السياسية، وإبادة الشعب، ومنع وصول الغذاء و/أو أساسيات الحياة، والموت عبر التعريض لمسببات أمراض الغزو المعدية، أو مزيج من الإجراءات المذكورة. وبالنتيجة، فإن الأمثلة الواردة قد تحمل وصف إبادة جماعية وفقًا لتعريف الأمم المتحدة، أو بموجب أحد التفسيرات البديلة.

## حقبة ما بعد الحرب العالمية الثانية
في 9 ديسمبر 1948، اعتمدت الجمعية العامة للأمم المتحدة اتفاقية منع ومعاقبة جريمة الإبادة الجماعية التي دخلت حيز التنفيذ في 12 يناير 1951 (القرار 260 (3)). بعد انضمام الدول العشرين المطلوبة كحدّ أدنى أطرافًا في الاتفاقية، دخلت حيز التنفيذ بوصفها قانونًا دوليًا في 12 يناير 1951. وبالرغم من ذلك، ففي ذلك الوقت، لم تنضم للمعاهدة سوى دولتين من الأعضاء الخمسة الدائمين في مجلس الأمن التابع للأمم المتحدة، وهو ما أدّى إلى إضعاف الاتفاقية لما يزيد عن أربعة عقود.

### أوروبا الوسطى والشرقية في حقبة ما بعد الحرب العالمية الثانية

#### التطهير العرقي للألمان
مع نهاية الحرب العالمية الثانية، اضطُر ما يقارب من 11 إلى 12 مليون ألماني للفرار أو أُجبروا على ترك عدة دول من جميع أنحاء أوروبا الشرقية والوسطى، بما في ذلك روسيا، ورومانيا، وتشيكوسلوفاكيا، وهنجاريا، ويوغوسلافيا، وأراضي بولندا ما قبل الحرب. كما تعرضت أعداد كبيرة منهم للتهجير عندما مُنحت المقاطعات الشرقية الألمانية سابقًا إما إلى روسيا السوفيتية، أو أُعيدت إلى بولندا بموجب اتفاقية بوتسدام (إذ خسرت بولندا هذه الأراضي عبر فترات زمنية مختلفة على مدى عدة قرون)، وحدث ذلك دونما اعتبارٍ لوجود تلك الأراضي تحت التأثير الإثني والثقافي الألماني منذ التوسع الألماني الشرقي في أواخر العصور الوسطى أو القرن التاسع عشر، وكونها تاريخيًا خاضعة للحكم الألماني منذ حملات الغزو والتوسع لمرغريفرية براندنبورغ ومملكة بروسيا.
آل الأمر بغالبية أولئك الألمان المهجّرين والمشردين إلى الاستيطان في ما تبقى من ألمانيا، إذ أُرسل جزءٌ مِنهم إلى ألمانيا الغربية وبعضهم الآخر إلى ألمانيا الشرقية. مثّل التطهير الإثني للألمان أكبر عملية نزوح للسكان بحقّ شعب أوروبي واحد في التاريخ المعاصر. تتراوح التقديرات المتعلقة بإجمالي عدد الوفيات خلال عمليات التهجير بين 500,000 و2,000,000، إذ تشمل التقديرات ذي الأرقام الأعلى «الحالات التي لم تُحلّ» بخصوص الأفراد الذين اعتُبروا عداد المفقودين أو في عداد الموتى. أرسل العديد من المدنيين الألمان إلى المعتقلات ومعسكرات العمل كذلك، حيث لقي غالبهم حتفهم. عادة ما تُصنّف هذه الأحداث على أنها تهجير سكاني أو تطهير عرقي. اعتبر فيليكس إرماكورا، وعدد قليل من فقهاء القانون، أن التطهير العرقي والإبادة الجماعية شيء واحد، وبناءً على ذلك، أفاد بأن ترحيل الألمان يشكّل حالة إبادة جماعية.

### تقسيم الهند
يُشير تقسيم الهند إلى تقسيم الهند البريطانية والذي أدى إلى قيام دول ذات سيادة، مثل دومينيون باكستان (الذي انقسم لاحقًا إلى الباكستان وبنغلاديش)، ودومينيون الهند (الذي أصبح فيما بعد جمهورية الهند) في 15 أغسطس 1947. خلال التقسيم، قُسّمت إحدى أكبر مقاطعات الهند البريطانية، مقاطعة البنجاب، وفقًا لمعايير طائفية إلى غرب البنجاب وشرق البنجاب (التي انقسمت بدورها فيما بعد إلى ثلاث ولايات هندية منفصلة معاصرة، هي البنجاب، وهاريانا، وهيماجل برديش). ضمّ غرب البنجاب المناطق ذات الأغلبية المسلمة من مقاطعة البنجاب الهندية البريطانية السابقة، في حين شمِل شرق البنجاب المناطق ذات الأغلبية الهندوسية والسيخية من مقاطعة البنجاب السابقة.
بدأت الهجمات بين الهندوس، والمسلمين، والسيخ الذين تعايشوا سويًا لما يقارب الألف عام، ويُقال أن بعضها يرقى لتصنيف الإبادة الجماعية ذات الطبيعة الانتقامية التي وصلت لمستويات فظيعة، صاحبتها أحداث الحرق العمد، والنهب، واغتصاب النساء واختطافهن. زعمت الحكومة الهندية أن 33 ألف امرأة هندوسية وسيخية تعرّضن للاختطاف، في حين زعمت الحكومة الباكستانية أن 50 ألف امرأة مسلمة اختُطفن أثناء أعمال العنف تلك. بحلول العام 1949، ووفقًا لأقوال حكومية فقد استُردّت 12000 امرأة في الهند، واستردّت 6000 امرأة في باكستان. ومع حلول العام 1954، بلغ عدد النساء المسلمات اللاتي استُرجعن من الهند 20,728 امرأة، والنساء الهندوسيات والسيخ المستردّات من باكستان 9,032 امرأة.
أفضى ذلك التقسيم إلى موجة من أكبر الهجرات الجماعية في العالم في التاريخ المعاصر. نجح ما يقارب من 11.2 مليون شخص في عبور الحدود بين الهند وغرب باكستان، ومرّ معظمهم عبر البنجاب. هاجر 6.5 مليون مسلم من الهند إلى غرب الباكستان، وهاجر 4.7 مليون هندوسي وسيخي من غرب الباكستان إلى الهند. ومع ذلك،  فثمة الكثير من الأفراد في عداد المفقودين.
خلصت دراسة لإجمالي أعداد السكان الداخلين والخارجين في مقاطعات البنجاب، عبر مقارنتها ببيانات الإحصاء السكاني للأعوام 1931 و1951، إلى نتيجة تقدّر أن 1.26 مليون شخص من المسلمين الذين غادروا غرب الهند لم يصلوا إلى الباكستان. ويُقدَّر العدد المناظِر للهندوس/السيخ الذين فُقدوا على طول الحدود الغربية بـ0.84 مليون تقريبًا، وهو ما يجعل العدد الإجمالي للأشخاص المفقودين بسبب الهجرة الناجمة عن تقسيم البنجاب على طول الحدود البنجابية بما يقارب 2.23 مليون إنسان.